# Monossomia

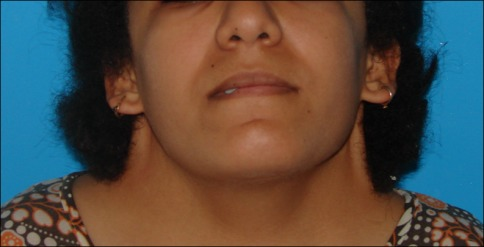
Adolescente com síndrome de Turner, uma monossomia.

A monossomia é um tipo de aneuploidia hipodiplóide onde o individuo perde um de seus cromossomos do par. 
O termo monossomia refere-se à condição na qual existe apenas uma cópia do cromossomo especificado, lembrando-se que a espécie Homo sapiens possui 46 cromossomos, sendo dois cromossomos sexuais. A monossomia é uma forma de aneuploidia. Portanto, quando não houver parte de um cromossomo, a alteração não é considerada monossomia (numérica), mas sim estrutural .
Uma monossomia parcial (alteração cromossômica estrutural) ocorre quando falta uma parte de um cromossomo.

## Monossomia humana
Condições humanas devido à monossomia:
- Síndrome de Turner – As pessoas com síndrome de Turner possuem apenas um cromossoma X. A síndrome de Turner é a única monossomia completa observada em humanos, dado que todos os outros tipos de monossomia completa são letais e o indivíduo não sobrevive à fase embrionária de desenvolvimento. Fenotipicamente, assemelham-se a fêmeas com vários distúrbios e anormalidades, mas não são XX, mas sim X (ou X0, x-zero).
- Síndrome do cri du chat (francês para "choro de gato"), em que a laringe malformada destas pessoas produz um gemido característico semelhante ao miar de um gato. Trata-se de uma monossomia parcial causada por uma deleção na extremidade do braço curto do cromossoma 5.
- Síndrome da deleção 1p36. Uma monossomia parcial causada por uma deleção na extremidade do braço curto do cromossoma 1.
- Síndrome de microdeleção 17q12. Uma monossomia parcial provocada pela deleção de parte do braço longo do cromossoma 17.[1][2]

## Em embriões
As análises de abortos espontâneos humanos mostram que a maioria das aneuploidias (trissomias ou monossomias) em embriões em fase inicial surgem de erros que ocorrem durante a meiose materna, enquanto os erros na meiose paterna contribuem para menos de 10% dos casos. Este viés pode dever-se à complexidade da meiose na oogénese e à paragem extremamente prolongada durante a meiose do ovócito, o que gera uma tendência para produzir erros. No entanto, nos embriões que se desenvolveram até ao estádio de segmentação, observa-se uma contribuição materna e paterna igual para as monossomias.